# St. Antonius (Bern-Bümpliz)

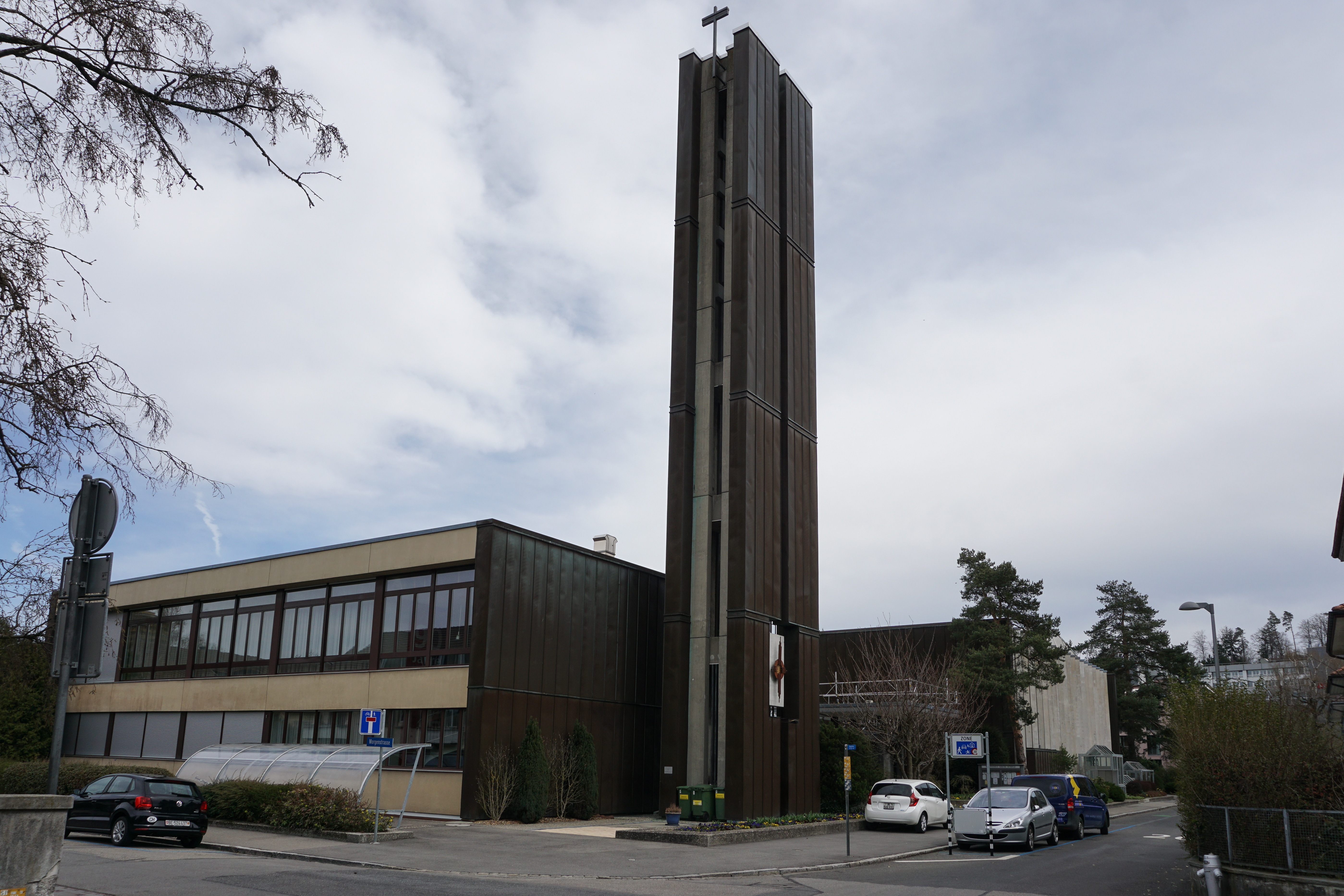
St. Antonius Bümpliz

Die Kirche St. Antonius von Padua in Bümpliz ist nach der Dreifaltigkeitskirche die zweite der nachreformatorischen römisch-katholischen Pfarrkirchen in der Stadt Bern. Ein erster Gottesdienstbau wurde 1927 erstellt und 1959 abgebrochen. Die heutige Kirche ist der Nachfolgebau dieser Kirche.

## Geschichte und Pfarreistruktur
Für die katholische Bevölkerung der seit 1919 in Bern eingemeindeten Dörfer Bümpliz und Bethlehem war der Weg zum sonntäglichen Gottesdienst zur neuen Dreifaltigkeitskirche im Stadtzentrum weit und mühsam. Innert zehn Jahren, zwischen 1900 und 1910, wuchs die Einwohnerzahl um ca. 2000 Menschen. Aus den benachbarten Kantonen fanden hier viele Katholiken Arbeit und stadtnahe Wohnungen. Deshalb entstand bald der Wunsch nach einer eigenen Kirche. 1927 wurde der Wunsch zur Wirklichkeit, die Katholiken konnten ihre eigene Kirche beziehen. Die ersten Geistlichen waren F. Sigrist, J. Fisch und R. Magne. Von da an wurden die Katholiken des Orts und der umliegenden Gemeinden von Bümpliz aus betreut, und regelmässiger Gottesdienst war möglich. St. Antonius und die mit ihr in den folgenden Jahren entstandenen Pfarreien hatten noch privatrechtlichen Status als Teil des Römisch-katholischen Kultusvereins in Bern. Den drei Stadtpfarreien und den Pfarreien in Burgdorf, Thun und den Kurorten des Berner Oberlandes wurde in den 30er Jahren der staatsrechtliche Status als Pfarrei zuerkannt.
Gemäss Dekret des Grossen Rats vom 8. März 1939 erhielten die drei Stadtpfarreien von Bern Dreifaltigkeit, St. Antonius und St. Marien den Status einer staatlich anerkannten Kirchgemeinde und wurden zur «Römisch-katholischen Gesamtkirchgemeinde der Stadt Bern und des ihr angeschlossenen Kantonsgebietes».
Seither wurde die weitläufige Antonius-Pfarrei mehrfach aufgeteilt. In Köniz wurden ab 1939 regelmässig katholische Gottesdienste gefeiert, und nach dem Bau der eigenen Kirche trennte sich 1955 die neue Pfarrei St. Josef ab. Zur St.-Antonius-Pfarrei gehören neben dem Dorf Bümpliz das Wangental mit den Orten Niederwangen und Oberwangen, Thörishaus, Liebewil, Clavaleyres, Kriechenwil, Laupen, Münchenwiler und Neuenegg. 1969 entstand im Stadtteil Bethlehem die Pfarrei St. Mauritius mit einer der als provisorisch gedachten Fastenopfer-Kirchen. Unterdessen wurde dort eine neue Kirche gebaut. In neuster Zeit arbeiten die Pfarreien St. Mauritius und St. Anton wieder nahe zusammen.

## Erste Kirche

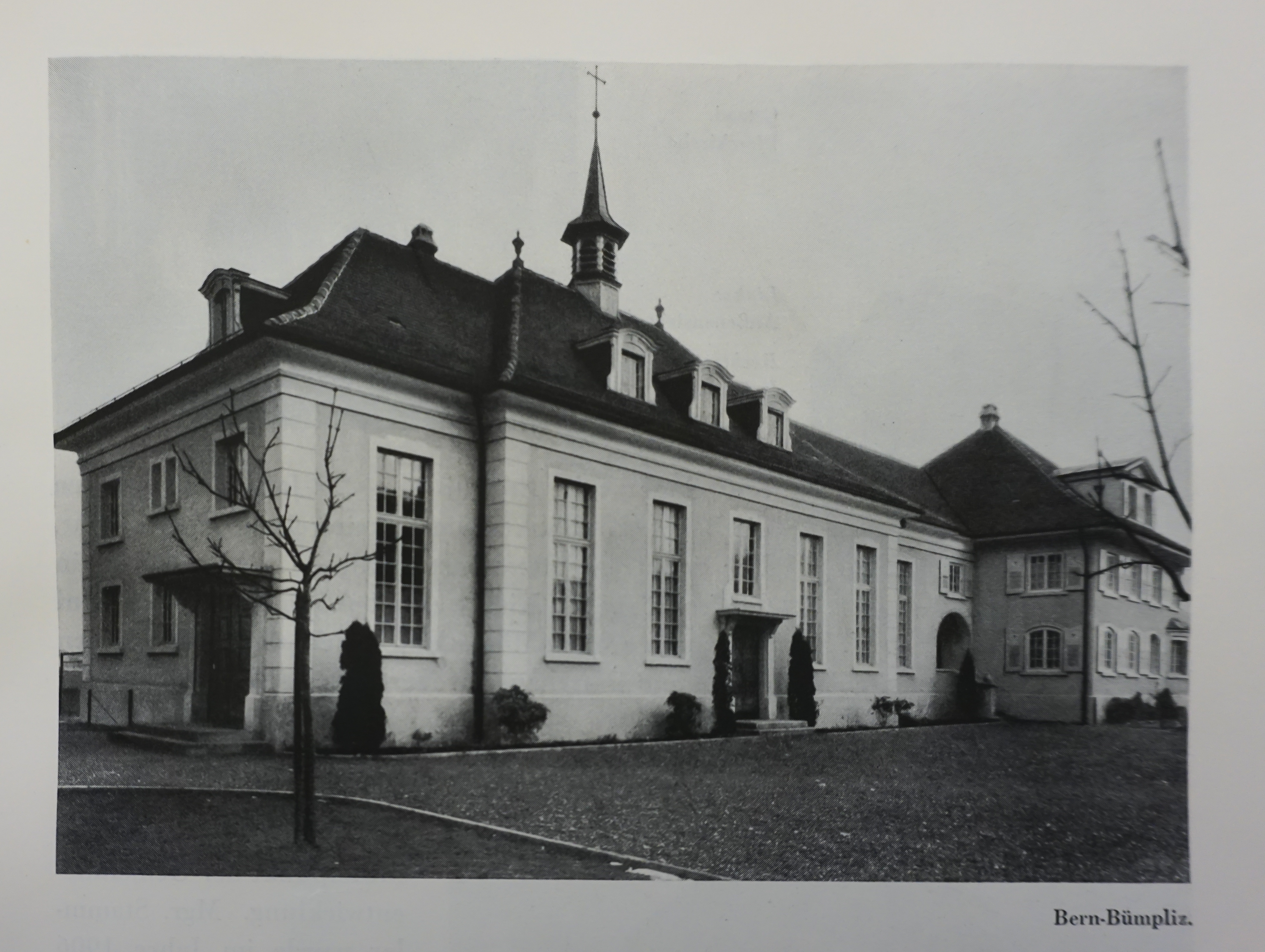
Alt St. Antonius Bümpliz, von 1927 bis 1959

1926 erwarb der Römisch-katholische Kultusverein in Bern auf Betreiben von Pfarrer Josef Emil Nünlist (1875–1952) einen Bauplatz an der Morgenstrasse in Bümpliz für 32'112 Fr., und sofort begann der Kirchenbau. Am 18. Dezember 1927 wurden der neue Gottesdienstbau und ein Pfarrhaus eingeweiht. Als Architekt hatte man den bereits am Bau der Dreifaltigkeitskirche beteiligten Henry Berthold von Fischer aus Bern verpflichtet. Baumeister war B. Fontana aus Bümpliz. Es war ein Saalbau im Stil des von Henry B. von Fischer gepflegten Neubarock, wie ihn die Villen am Berner Thunplatz repräsentieren. Ein einfacher Dachreiter genügte für die kleine Glocke. Die Baukosten betrugen 196'906 Fr. 1959 wurde diese Kirche abgebrochen und an ihrer Stelle die neue gebaut. Das alte Pfarrhaus blieb für das Sekretariat und die Büroräume der Pfarrei erhalten.

## Neubau der Kirche
Die Versammlung der Gesamtkirchgemeinde Bern beschloss am 12. Dezember 1956 eine Kreditaufnahme zur Verwirklichung verschiedener Bauaufgaben. Damit konnte die Planung von gleichzeitig drei Kirchenbauten in Wabern, Zollikofen und Bümpliz beginnen. Vom 1956 für Bümpliz ausgeschriebenen Wettbewerb unter sieben Architekten wurden vier prämiert: 1. Preis Hanns Anton Brütsch aus Zug, 2. W. Peterhans, Bern, 3. A. Egger, Bern, 4. W. Riegert, Bern. Den Entscheid zur Weiterverfolgung erhielt Architekt Hanns A. Brütsch, und im März 1957 begann die Bauplanung. Im Januar 1958 genehmigte die Gesamtkirchgemeindeversammlung den Kredit für alle drei Kirchen. In Bümpliz fand am 12. Februar 1961 die Einweihung des neuen Pfarreizentrums statt.

## Baubeschreibung

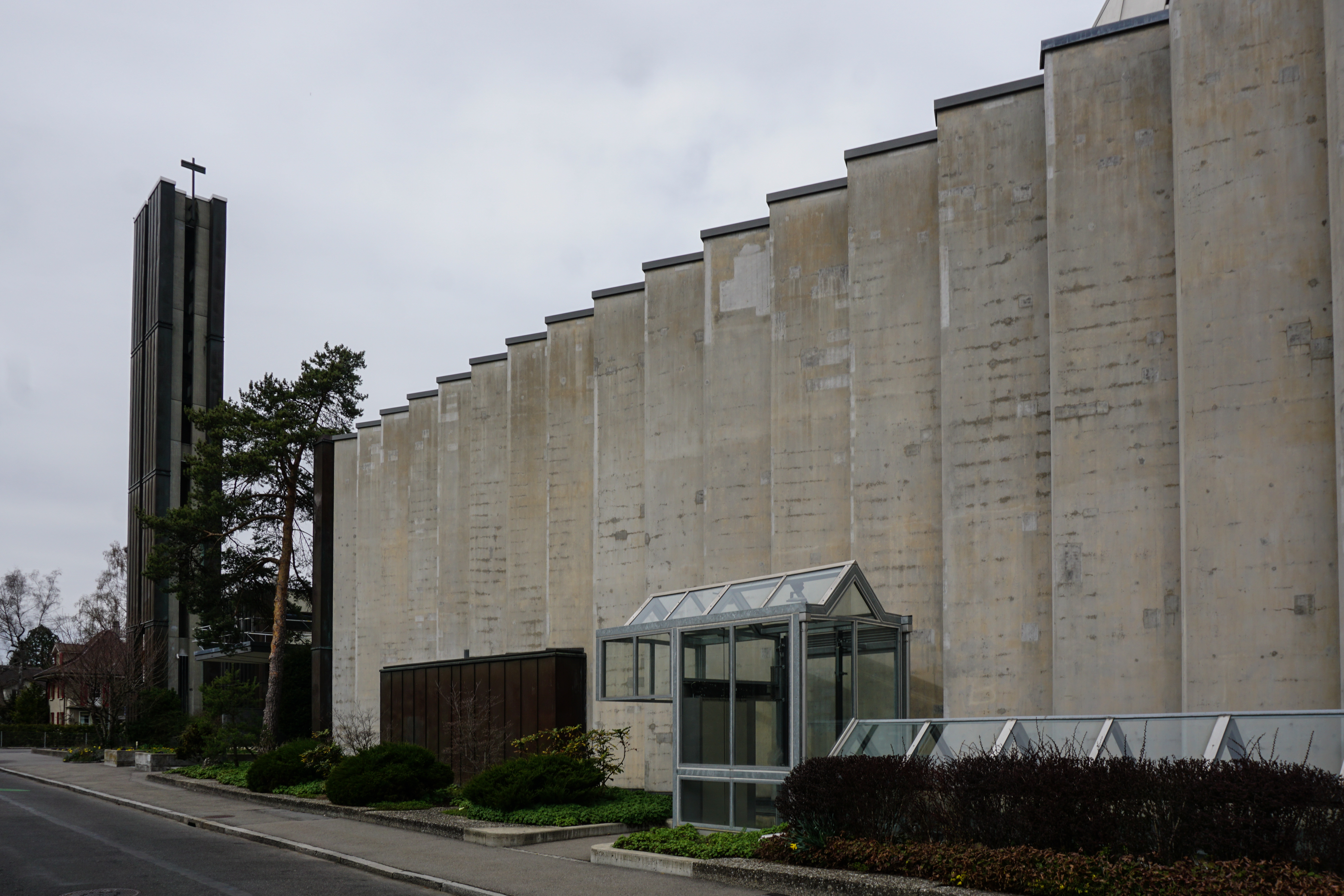
Südfassade und Eingang zur Krypta

Mitten im Wohnquartier mit niedrigen Bauten fällt als erstes der hohe Kirchturm auf. In mehrteiligen Stäben aus Sichtbeton, teilweise verkleidet mit braunem Kupferblech und offenen Schlitzen dazwischen, steht er frei an der Schmalseite neben dem Gemeindehaus. Ein offener Hof zwischen Kirche und Saalbau ist durch eine mehrteilige Flachdachkonstruktion verbunden. In der Mitte des Vorhofs steht die Taufkapelle. Sie ist wie die übrigen Bauten in kubischer Form gehalten. Die Kirche schliesst mit ihrer Westfassade an und wird unter dem Vordach über drei Doppeltüren betreten.
Die beiden Seitenwände bestehen aus diagonal gestellten Betonlamellen, zwischen denen indirektes Licht in den Innenraum fällt. Das Dach des Chorbereichs ist überhöht und erhält, ähnlich wie bei der sechs Jahre vorher entstandenen Berner Bruder Klaus Kirche, durch ein Fensterband Licht von oben. Ursprünglich waren die Aussenwände in Sichtbeton und roten Backsteinen gehalten. Schon wenige Jahre nach Bauende zeigten sich erhebliche Schäden in Form von Abplatzungen, und eine Sanierung der Aussenhaut wurde nötig. Man entschloss sich nach heftigen Auseinandersetzungen zwischen Kirchenverwaltung, Denkmalschutz und Architekt zu einer Verkleidung mit braunem Kupferblech, welche das äussere Erscheinungsbild erheblich veränderte.

### Baptisterium
Im offenen Hof zwischen Gemeindehaus und Kirche steht die Taufkapelle. Ein Flachdach, unterbrochen durch einen gläsernen Satteldachstreifen, verbindet die beiden Gebäude. Das Kunstobjekt mit der goldenen Scheibe aus einem Betonsägeblatt schuf der Freiburger Künstler und Theologe Hans Schöpfer (* 1940), ebenso das Kreuz zwischen den Streben am Fuss des Kirchturms. In der neu gestalteten Taufkapelle sind der aus einem Findling ausgehöhlte Taufstein, das aus einer raumhohen Eisenplatte herauswachsende Kreuz und der ebenfalls aus Eisenplatten geschmiedete Osterkerzenständer Werke des Eisenplastikers Ernst Jordi aus Zollikofen. Die farbigen Glasfenster hat Heidi Reich (* 1940) geschaffen.

### Innenraum und künstlerische Ausstattung

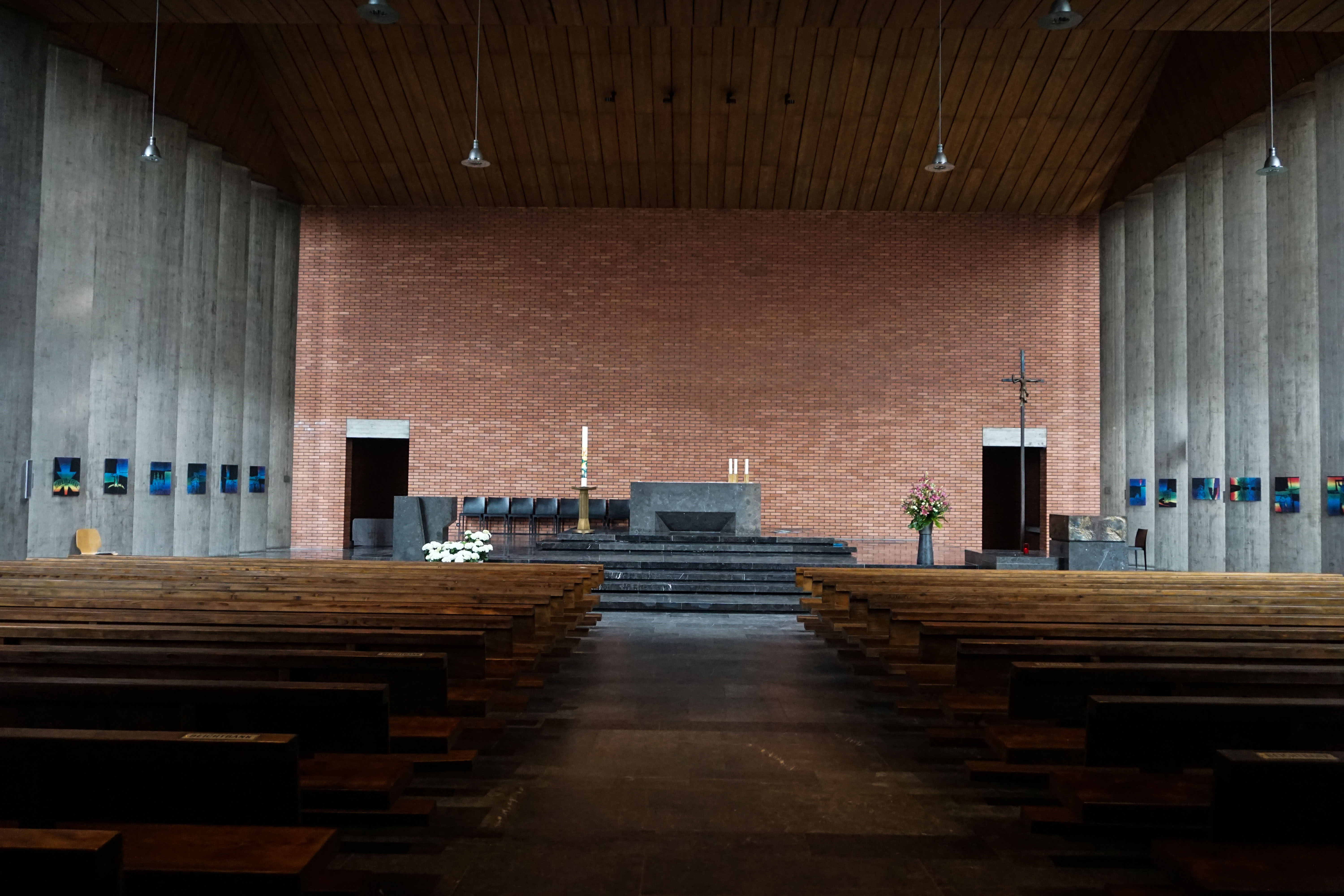
Inneres mit Altarraum

Die mächtig wirkende Backsteinwand hinter dem Altarbereich ist im Originalzustand der Bauzeit erhalten. So sahen auch die Aussenwände vor der Renovierung aus. Der Boden hat ein leichtes Gefälle gegen den Chorbereich, der auf der ganzen Raumbreite mehrstufig erhöht ist. Auf der ersten Abstufung führen beidseitig offene Durchgänge zur Sakristei. Um einige Meter beidseitig und vorne zurückgesetzt, erhöhen weitere drei Stufen den äusseren Altarbereich. Der Altar selbst steht auf einem nochmals um zwei Stufen höheren Podest. Dadurch wird den Kirchenbesuchern, wie in einem Theater, eine gute Sicht zum Geschehen ermöglicht. Rechts sind der Tabernakel und ein hohes Kreuz auf einem Marmorsockel aufgestellt, und links vom Altar steht der Ambo in kubischen Formen. Die Bildhauerarbeiten sind Werke von Josef Rickenbacher aus Steinen. Mit der Umgestaltung in der Folge des Zweiten Vatikanischen Konzils versetzte man den ursprünglich auf dem Hochaltar stehenden Tabernakel als Ersatz eines kleineren auf ein Podest in der Krypta. Der neue Tabernakel, das Kreuz und der Kerzenständer sind ebenfalls Werke von Josef Rickenbacher. Die dunkle Holzdecke ist über dem Chor angehoben, und das Licht, das durch das quer angeordnete Fensterband einfällt, wird von der Backsteinwand reflektiert. Weitere Kunstwerke von Rickenbacher sind die Madonna an der linken Wand und die Statue des hl. Antonius mit dem Antoniusbrot über dem Grundstein unter der Empore. Seit 1992 führt ein Kreuzweg mit 14 Bildern an den vorderen Seitenwänden nach traditionellem Vorbild durch das Passionsgeschehen. Der Berner Künstler Jürg Lenggenhager hat die Bilder geschaffen.

### Krypta
Unter dem Altarraum besteht eine geräumige Unterkirche. Der Altarblock ist, wie sein mit zwei Tritten erhöhtes Podest, aus Travertin-Marmor. Die hellen Kirchenbänke sind U-förmig angeordnet. Ein Fensterband mit einer gelben Glasmalerei von Heidi Reich nimmt die ganze Nordwand ein. Es wurde anstatt eines Entwurfs von Leo Steck, der als nicht mehr zeitgemäss verworfen wurde, verwirklicht. In die Südwand ist ein Glas-Beton-Fenster von Leo Steck, datiert 1960, mit einer Antonius-Darstellung eingelassen. Weiter sind ein ursprünglich aus dem Kloster Münchenwiler stammendes grosses Kruzifix, das (gemäss Beschriftung auf der Rückseite) von der alten Kirche übernommen wurde, und eine Madonna an der Altarwand aufgehängt. An der Rückwand bilden die 14 Bilder des Auferstehungsweges eine Reihe, als Fortsetzung des Kreuzweges von Jürg Lenggenhager in der Kirche.

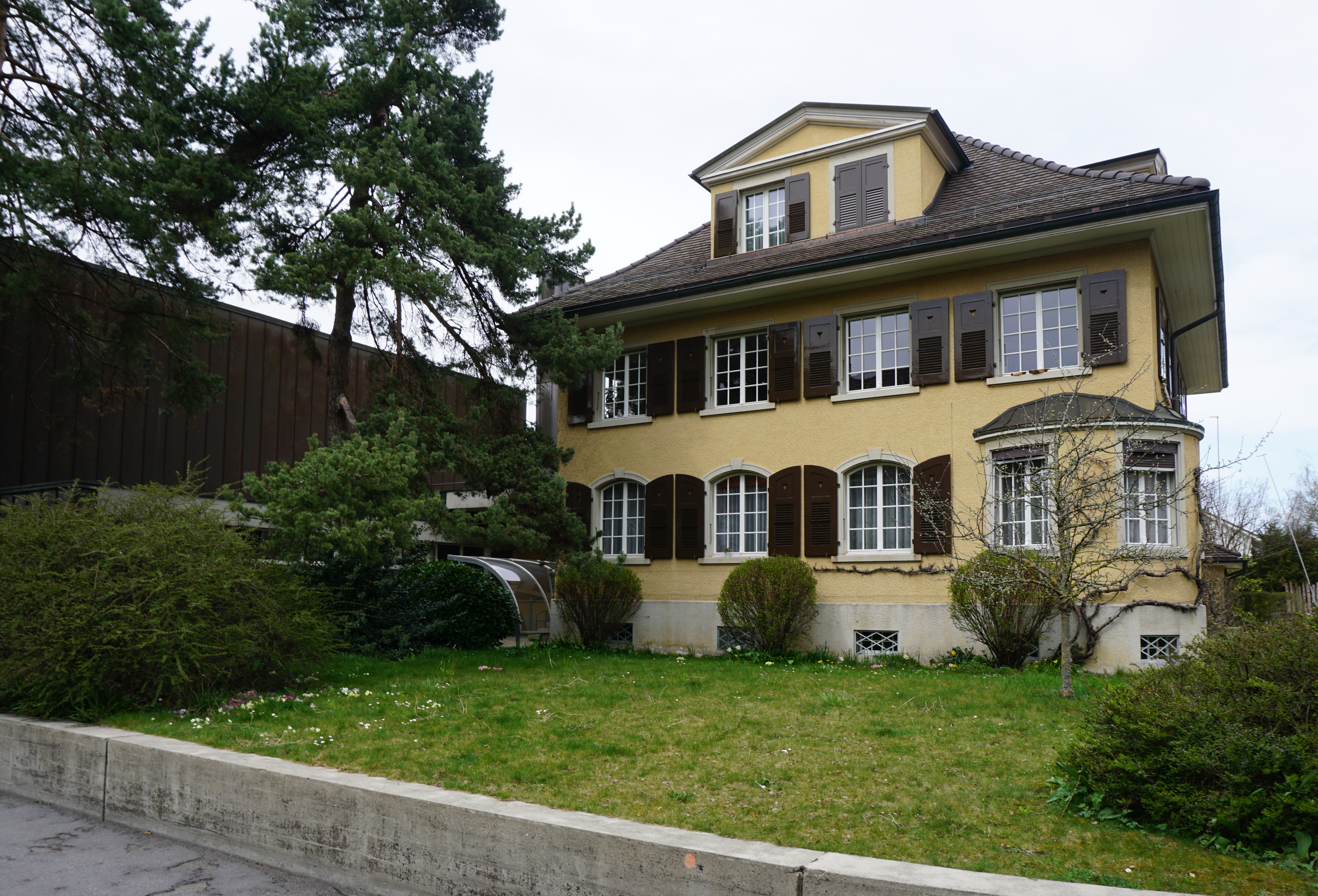
Altes Pfarrhaus
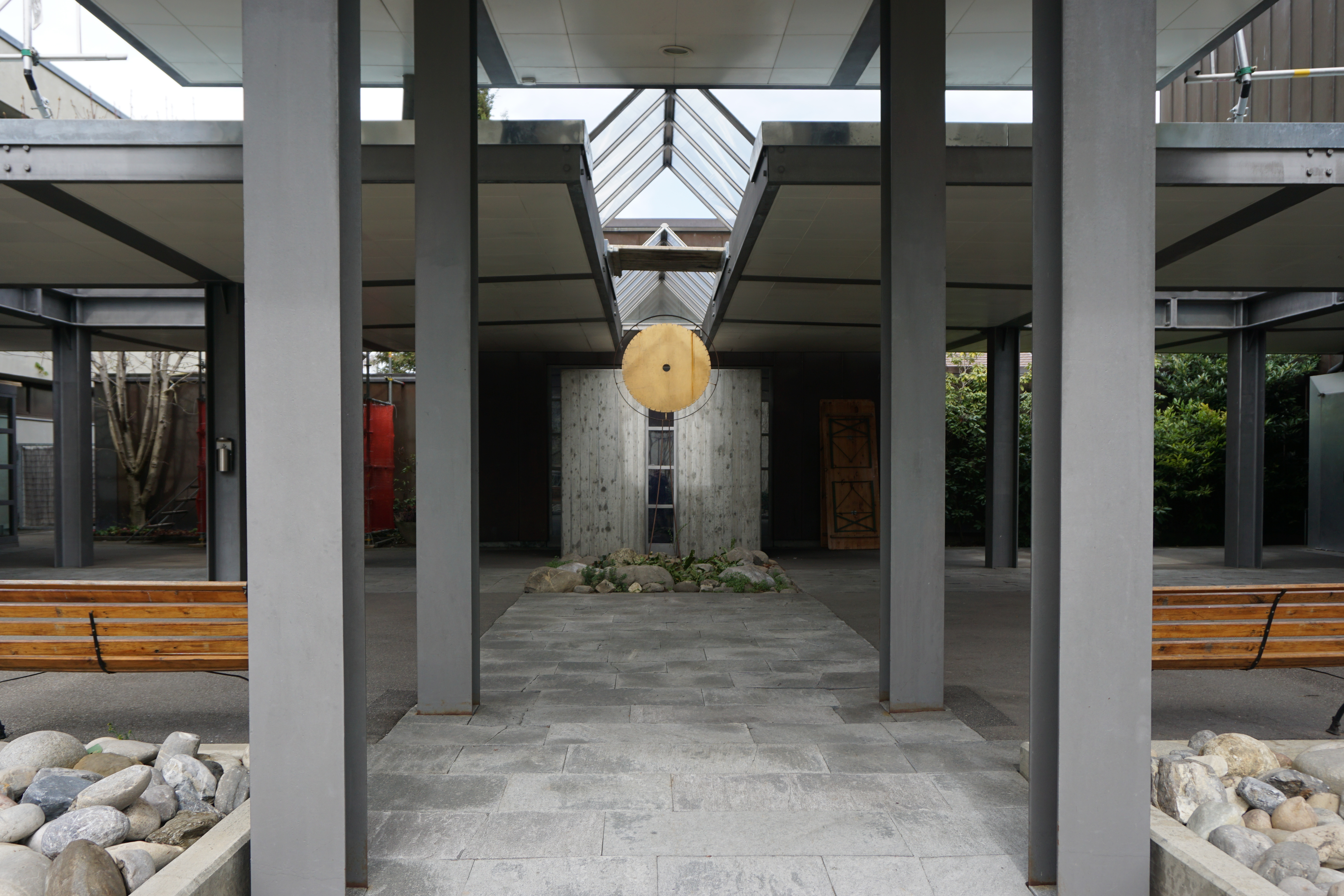
Vorhof und Taufkapelle
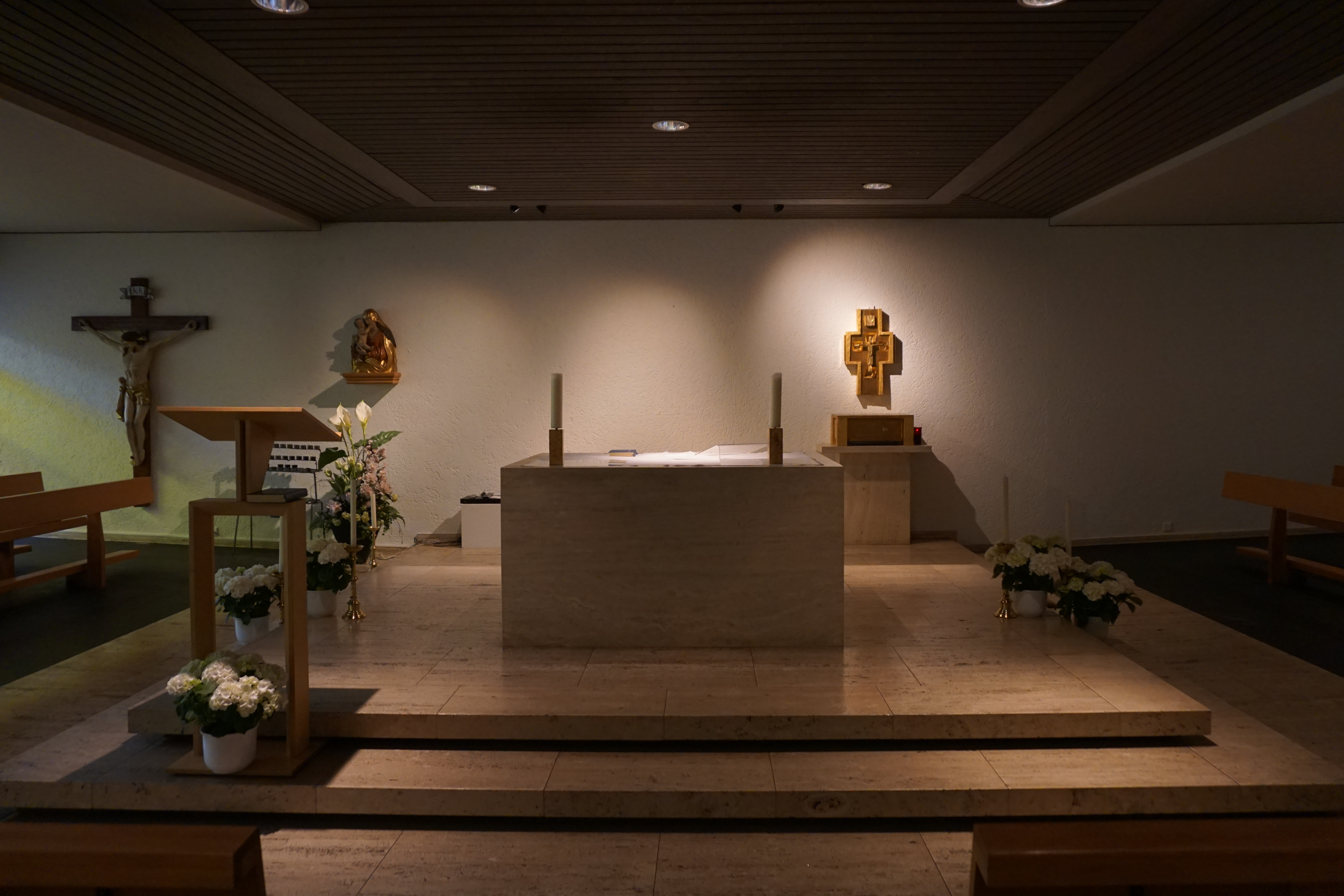
Krypta, Altar
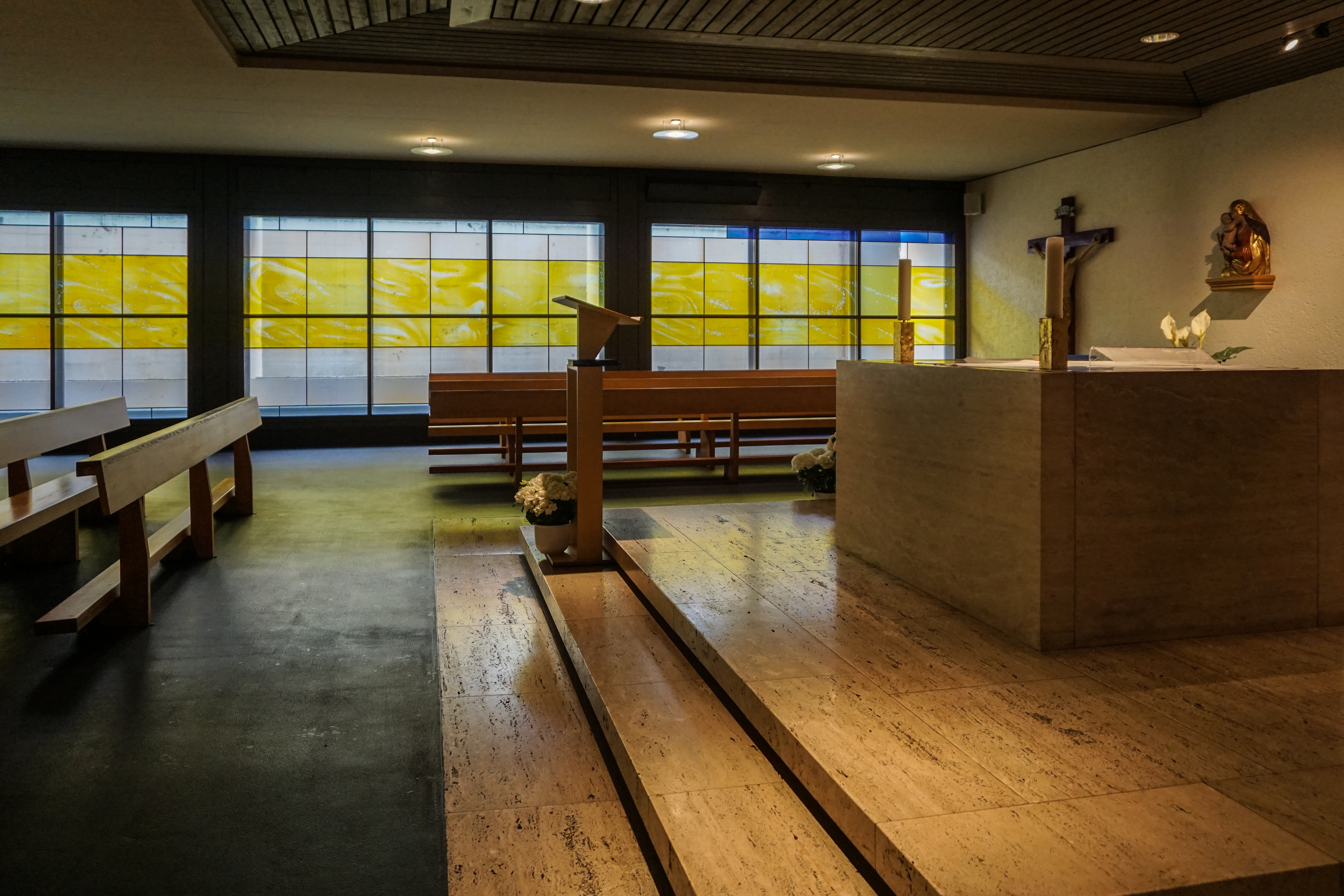
Krypta, Seitensicht

### Glocken
Das Geläut wurde beim Bau der Kirche angeschafft. Als Tonfolge wählte man einen Septimakkord, der das Geläut festlich und erhaben wirken lässt. Wegen der offenen Turmkonstruktion entwickelt das Geläut eine stattliche Lautstärke. Die fünf Glocken in H° – dis‘ – fis‘ – gis‘ – ais‘ wurden 1960 von H. Rüetschi in Aarau gegossen. Das Gesamtgewicht beträgt (gemäss dem 1968 erstellten Glockenverzeichnis der Giesserei Rüetschi) 5'457 kg.

### Orgel

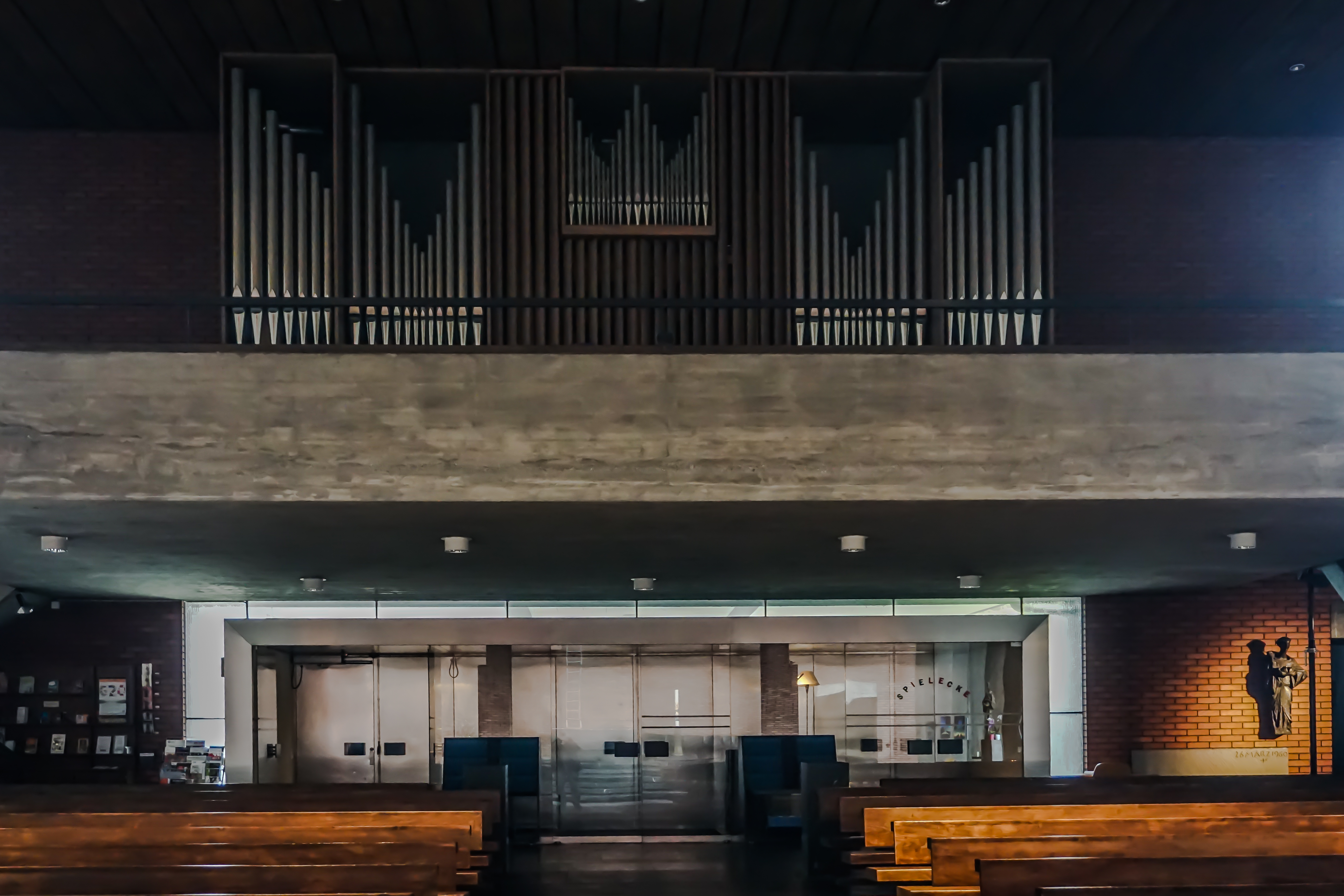
Empore und Orgel

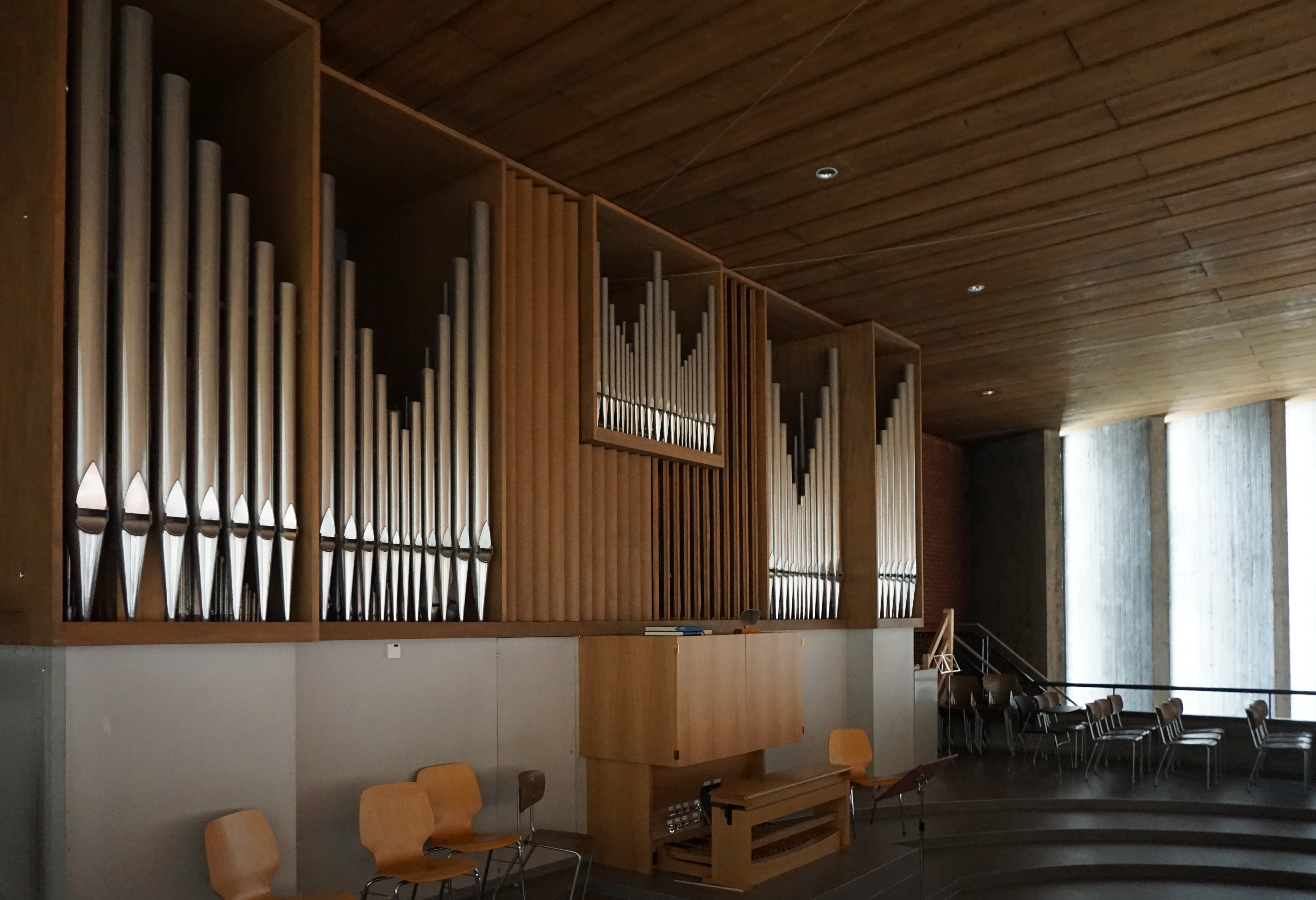
Seitenansicht der Orgel

1965 wurde die Orgel durch Orgelbau Graf, Sursee, mit 28 Registern auf 3 Manualen und Pedal gebaut und 1978 revidiert. Sie hat eine mechanische Traktur, elektrische Registrierung und Schleifladen. Die anfänglich im zweiten Manual stehende Musette 8' wurde durch eine Oboe 8' ersetzt. Weitere Revisionen wurden 1997 und 2012 durchgeführt. 2016 erfolgte der Einbau eines neuen Spieltisches ebenfalls durch Orgelbau Graf AG, Sursee. Der Spieltisch hat eine elektronische Setzerkombination sowie einen USB-Anschluss zur möglichen Aufzeichnung und Wiedergabe eines Spiels.
| I Hauptwerk C–g3 |     |
| Principal        | 8′  |
| Spitzflöte       | 8′  |
| Octave           | 4′  |
| Waldflöte        | 2′  |
| Mixtur           | 2′  |
| Dulcian          | 16′ |

| II Positiv C–g3 |       |
| Gedackt         | 8′    |
| Praestant       | 4′    |
| Rohrflöte       | 4′    |
| Oktave          | 2′    |
| Larigot         | 1 ⁄3′ |
| Oboe            | 8′    |

| III Schwellwerk C–g3 |        |
| Rohrflöte            | 8′     |
| Salicional           | 8′     |
| Koppelflöte          | 4′     |
| Quinte               | 2 ⁄3′  |
| Flageolet            | 2′     |
| Terz                 | 1 3⁄5′ |
| Scharff              | 1′     |
| Trompette harmon.    | 8′     |
| Schalmei             | 4′     |
| Tremulant            |        |

| Pedal C–f1    |       |
| Subbass       | 16′   |
| Prinzipalbass | 8′    |
| Spillpfeife   | 8′    |
| Octave        | 4′    |
| Mixtur        | 2 ⁄3′ |
| Posaune       | 16′   |

- Koppeln: II/I, III/I, III/II, I/P, II/P, III/P